# Ралфо Тауншип (округ Нортамберленд, Пенсільванія)
Ралфо Тауншип (англ. Ralpho Township) — селище (англ. township) в США, в окрузі Нортамберленд штату Пенсільванія. Населення — 4186 осіб (2020).

## Демографія
Згідно з переписом 2010 року, у селищі мешкала 4321 особа в 1797 домогосподарствах у складі 1295 родин. Було 1958 помешкань
Расовий склад населення:
| - 98,4 % — білих - 0,5 % — азіатів - 0,3 % — чорних або афроамериканців - 0,1 % — корінних американців |

До двох чи більше рас належало 0,5 %. Частка іспаномовних становила 0,8 % від усіх жителів.
За віковим діапазоном населення розподілялося таким чином: 20,1 % — особи молодші 18 років, 60,5 % — особи у віці 18—64 років, 19,4 % — особи у віці 65 років та старші. Медіана віку мешканця становила 46,5 року. На 100 осіб жіночої статі у селищі припадало 93,7 чоловіків;  на 100 жінок у віці від 18 років та старших — 91,3 чоловіків також старших 18 років.
Середній дохід на одне домашнє господарство  становив 67 826 доларів США (медіана — 55 997), а середній дохід на одну сім'ю — 78 005 доларів (медіана — 62 366). Медіана доходів становила 43 918 доларів для чоловіків та 38 939 доларів для жінок. За межею бідності перебувало 7,5 % осіб, у тому числі 11,1 % дітей у віці до 18 років та 6,4 % осіб у віці 65 років та старших.
Цивільне працевлаштоване населення становило 2013 осіб. Основні галузі зайнятості: освіта, охорона здоров'я та соціальна допомога — 36,5 %, виробництво — 15,0 %, роздрібна торгівля — 8,3 %, публічна адміністрація — 8,0 %.